# Alexandria (Schiff, 1887)

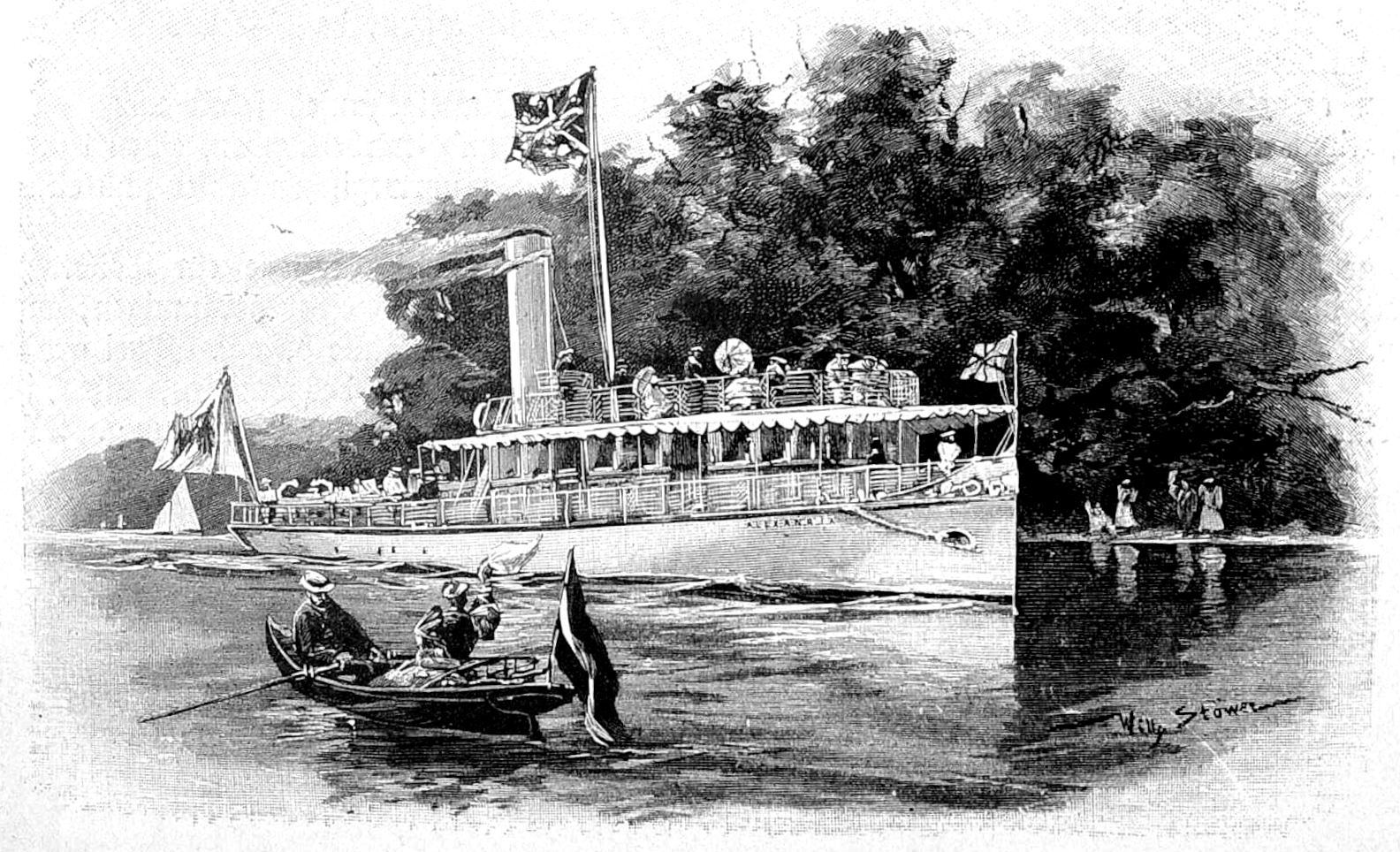
Alexandria, 1895 abgebildet in der Gartenlaube

Die Alexandria, regelmäßig auch mit dem Präfix „SMY“ für „Seiner Majestät Yacht“ bezeichnet, war eine Binnenyacht im Dienste der deutschen Kaiser, die vom Bau 1887 bis zum Ende des Kaiserreiches 1918 vielfach für Repräsentationszwecke verwendet wurde. Bereits im Jahr 1849 war vom preußischen König Friedrich Wilhelm IV. in Berlin eine erste Binnenyacht mit Namen Alexandria (Schaufelraddampfer) von der Preußischen Seehandlung angekauft worden, die 1887 als ziviles Schleppschiff verkauft wurde.

## Kaiserliche Binnenyacht „Alexandria“
Gebaut wurde die neue Yacht im Auftrag von Kaiser Wilhelm I. auf der Werft Aron & Gollnow in Grabow an der Oder. Der Stapellauf des Doppelschraubendampfers erfolgte 1887, das genaue Datum ist unbekannt. Die Wasserverdrängung betrug ca. 90 t, Länge: 28,00 m (ü.a. 29,4 m), Breite: 4,76 m (ü.a. 5,10 m) und Tiefgang: 0,7 m (max. 0,95 m), Geschwindigkeit: 9 Knoten (11,1 Knoten bei Probefahrt).

## Nutzung
Kaiser Wilhelm I. hat die Yacht im Herbst 1887 noch besichtigt. Der kranke Kaiser Friedrich III. wurde im Juni 1888, kurz vor seinem Tod, mit der Alexandria von Charlottenburg nach Potsdam gebracht, es war seine einzige Reise mit der neuen Yacht als deutscher Kaiser.
Die Yacht Alexandria war auf der Matrosenstation Kongsnæs in Potsdam stationiert und wurde von Kaiser Wilhelm II. intensiv im Bereich der Binnengewässer rund um Berlin genutzt. Besucher auf dem Schiff waren u. a. der König von Schweden Oskar II. (1888), der König von Portugal Ludwig I. (1888), der König von Italien Umberto I. mit dem Kronprinzen Viktor Emanuel (1889), der Kaiser von Österreich-Ungarn Franz Joseph I. mit dem Thronfolger Karl (1889), der österreichische Erzherzog Franz Salvator (1895), Kronprinz Konstantin mit Kronprinzessin Sophie von Griechenland (1900), eine marokkanische Sondergesandtschaft (1902), der Kronprinz von Siam Vajiravudh (1902), der (neue) König Viktor Emanuel III. und die Königin von Italien Elena (1902), der König Ferdinand I. und die Königin von Bulgarien Marie Louise (1912). Zudem diente die Yacht Alexandria Kaiser Wilhelm II. u. a. 1906 zur Eröffnungsfahrt auf dem Teltowkanal und 1914 auf dem Hohenzollern-Kanal sowie alljährlich zur traditionellen Reise nach Grünau zur Großen Ruder-Regatta, dabei auch bei der Einweihung für das Sportdenkmal Berlin-Grünau.
1919 wurde die ehemalige kaiserliche Binnenyacht verkauft, auf der Werft Gebrüder Wiemann in Brandenburg an der Havel in zwei Teile zerschnitten und per Bahn nach Österreich transportiert, wo sie in der Schiffswerft Linz an der Donau zu einem Schlepper für eine jugoslawische Holztransportfirma umgebaut wurde und noch lange auf der Donau Dienst versah.